# Drosophila sinuata
Drosophila sinuata är en tvåvingeart som beskrevs av Bock 1982. Drosophila sinuata ingår i släktet Drosophila och familjen daggflugor.
Artens utbredningsområde är Australien.